# Bains-les-Bains
Bains-les-Bains je francouzská obec v departementu Vosges v regionu Grand Est. Žije zde přibližně 1 200 obyvatel.